# Heinrich Knirr
Heinrich Knirr (n. 2 septembrie 1862, Panciova,  Imperiul Austriei, Voievodina astăzi, Serbia - d. 26 mai 1944, Staudach-Egerndach, Bavaria) a fost un pictor german de origine austriacă, cunoscut pentru scenele de gen, peisajele și portretele pe care le-a pictat. El este cunoscut pentru realizarea portretului oficial al lui Adolf Hitler (Führerbildnis, în 1937), el fiind singurul artist cunoscut care l-a pictat pe Hitler în viață.

## Biografie
Heinrich Knirr s-a născut în Panciova, în Voievodina. A studiat la Academia de Arte Frumoase din Viena cu Christian Griepenkerl și Carl Wurzinger. A urmat cursurile Academiei de Arte Frumoase de la München, avându-i profesori pe Ludwig Löfftz și Gabriel von Hackl. În anul 1888 a deschis la München o școală privată de pictură, (în germană Malschule Heinrich Knirr, pe scurt "Școala Knirr", în germană Knirr Schule, Knirr-Schule sau Knirrschule) care a avut o bună reputație în toată Europa. Pictorul a îndeplinit în perioada 1898 - 1910, funcția de profesor la Academia de Arte Plastice din München. A fost membru al Secesiunii müncheneze și mai apoi al Secesiunii vieneze.
A renunțat la începutul primului război mondial la activitatea didactică și s-a mutat la Starnberg. În al doilea deceniu al secolului al XX-lea, familia Thannhauser a devenit protectoarea sa artistică. A locuit din anul 1922 în Bavaria de Sus. Knirr a fost foarte cunoscut pe timpul regimului nazist și a participat la "Marea expoziție de artă germană" (Große Deutsche Kunstausstellung) și la "Casa Artelor" (Haus der Kunst) cu unul din portretele lui Hitler. În anii care au urmat, Heinrich Knirr a expus paisprezece lucrări, inclusiv portretul șoferului lui Adolf Hitler, Julius Scherck și al mamei sale Klara. Hitler a pus tablourile pe pereții biroului său de la Bergof din Berchtesgaden. Knirr a mai făcut portretul lui Rudolf Hess. Albert Speer l-a numit pe Knirr ca fiind "pictorul curții lui Hitler". În anul 1942, Knirr a primit "Medalia Goethe pentru Artă și Știință" (Goethe-Medaille für Kunst und Wissenschaft). A murit în anul 1944 în localitatea Staudach-Egerndach.

## Notable students
- Hugo Baar
- de⁠(Erma Bossi)[Bossi&page=de&targettitle=de traduceți]
- Paula Deppe
- de⁠(Fabius von Gugel)[von Gugel&page=de&targettitle=de traduceți]
- de⁠(Otto Illies)[Illies&page=de&targettitle=de traduceți]
- Eugen von Kahler
- Paul Klee
- Rudolf Levy
- Vadym Meller
- de⁠(Carl Montag)[Montag&page=de&targettitle=de traduceți]
- Ernst Morgenthaler
- Ernst Oppler
- Emil Orlík
- de⁠(Wolf Röhricht)[Röhricht&page=de&targettitle=de traduceți]
- Walter Schnackenberg
- de⁠(Wilhelm Scholkmann)[Scholkmann&page=de&targettitle=de traduceți]
- de⁠(Karl Staudinger)[Staudinger&page=de&targettitle=de traduceți]
- Hermann Stenner
- de⁠(Edmund Steppes)[Steppes&page=de&targettitle=de traduceți]

## Galerie imagini

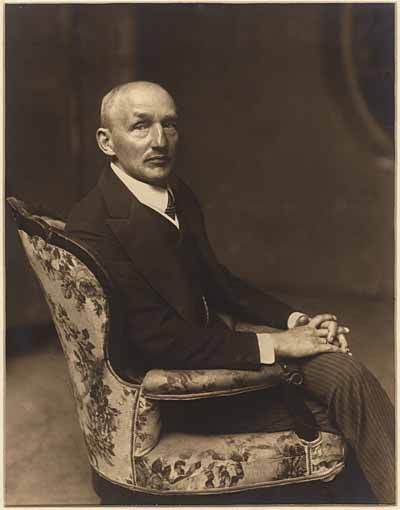
Heinrich Knirr (c.1910/14)
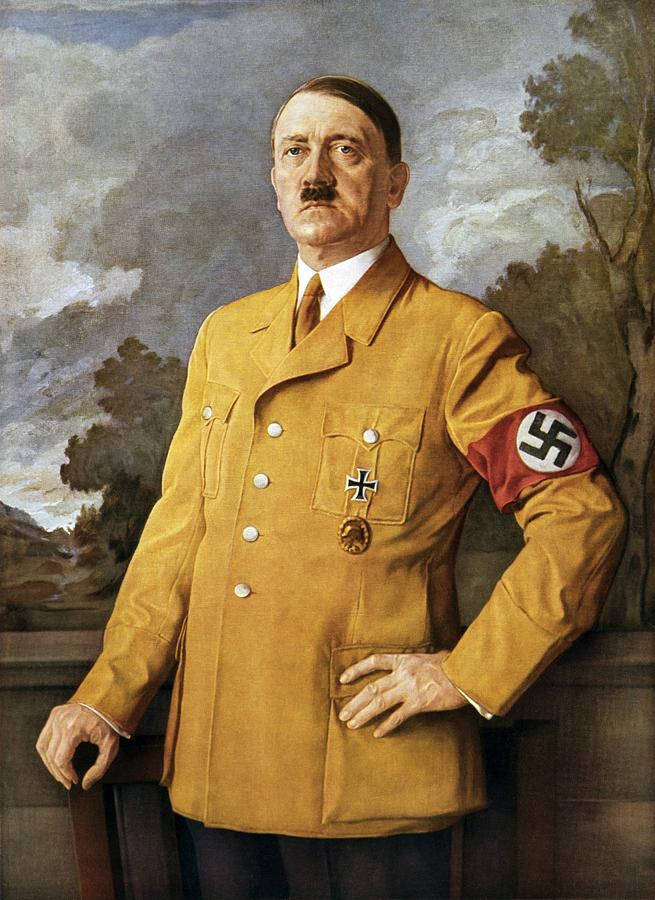
Adolf Hitler - portretul oficial